# Fulgencio (nombre)
Fulgencio es un nombre propio masculino de origen latino en su variante en español. Proviene de Fulgentius, de fulgens, «brillante, resplandeciente».

## Santoral
- 1 de enero: San Fulgencio, obispo de Ruspe.
- 14 de enero: San Fulgencio, obispo de Écija.

## Variantes
- Femenino: Fulgencia.

| Variantes en otras lenguas | Variantes en otras lenguas |
| -------------------------- | -------------------------- |
| Español                    | Fulgencio                  |
| Alemán                     | Fulgentius                 |
| Catalán                    | Fulgenci                   |
| Checo                      | Fulgencius                 |
| Croata                     | Fulgencije                 |
| Danés                      | Fulgentius                 |
| Esloveno                   | Fulgencij                  |
| Euskera                    | Pulgentzi                  |
| Finlandés                  | Fulgentius                 |
| Francés                    | Fulgence                   |
| Holandés                   | Fulgentius                 |
| Húngaro                    | Fulgenciusz                |
| Inglés                     | Fulgentius                 |
| Italiano                   | Fulgenzio                  |
| Latín                      | Fulgentius                 |
| Lituano                    | Fulgencijus                |
| Noruego                    | Fulgentius                 |
| Polaco                     | Fulgencjusz                |
| Portugués                  | Fulgêncio                  |
| Rumano                     | Fulgențiu                  |
| Ruso                       | Фульгенций (Ful'gencij)    |
| Sardo                      | Fulgenziu                  |
| Sueco                      | Fulgentius                 |